# ملة إبراهيم (كتاب)
كتاب ملة إبراهيم لمؤلفه الشيخ أبي محمد عاصم أحمد المقدسي. الكتاب من الحجم الصغير وقد ألف منذ حوالي خمسة عشر عاماً وهو يتناول الحديث عن ملة إبراهيم  ودعوة الأنبياء المرسلين وأساليب الطغاة في تمييعها وصرف الدعاة عنها. أثار الكتاب الشارع السعودي الرسمي واعتبره تحريضاً ضد النظام في المملكة العربية السعودية. وقد تصدى للكتاب المقدسي مفكرون وعلماء دين سعوديون للوقوف على الأغلاط التي جاءت في الكتاب والتي حسب رأيهم تهدف إلى تهييج الشباب السعودي ضد ولاة الأمر.

## كتب ذات علاقة
- كتاب معالم في الطريق لـ سيد قطب
- كتاب الفريضة الغائبة لـ محمد عبد السلام فرج
- كتاب منهج الأنبياء في الدعوة إلى الله لـ محمد سرور
- كتاب إدارة التوحش لـ أبو بكر ناجي

## الوصلات الخارجية
- الكتاب على منبر التوحيد والجهاد.
- الحميدي: كتاب «ملة إبراهيم» استخدم طاقة الحب والبغض لتضليل الشباب السعودي موقع الاقتصادية الإلكترونية.